# Église Sainte-Élisabeth de Lens
L'église Sainte-Élisabeth, surnommée localement l'église polonaise, ou église du Millénium, est une église catholique de la ville de Lens (Pas-de-Calais), sise rue du Père-Joseph-Puchala et 21 route de Béthune, près du centre de santé Filieris. Elle dépend du diocèse d'Arras et elle est consacrée à sainte Élisabeth.

## Historique
L'église Saint-Léger de Lens (en centre-ville) est détruite pendant la guerre de 1914-1918 et pendant sa reconstruction pour répondre aux besoins urgents de la population une chapelle de bois, comme d'autres, est construite après la guerre par la Compagnie des mines de Lens. Celle-ci se trouve non loin de la fosse no 1 en bas de la route de Béthune et elle est consacrée à sainte Élisabeth. Elle est de forme allongée sans transept avec un petit clocheton engagé de côté en façade. L'afflux de mineurs d'origine polonaise à Lens après la Première Guerre mondiale en fait le lieu de culte privilégié des Polonais à partir de 1923, date de son inauguration.
Devenue insalubre, l'abbé Przybysz lance l'idée d'une nouvelle église; la chapelle est rasée en 1965 pour laisser place dès 1966-1967 à une église moderne financée par les Polonais à l'initiative des abbés Czajka et Lewicki  et du journal des mineurs polonais, Narodowiec,. L'église reçoit en plus le nom d'église du Millénium en 1992 pour commémorer le millénaire de la Pologne. Elle ne dépend plus de la paroisse Saint-Léger, mais constitue une paroisse indépendante à la différence des autres églises de la ville regroupées dans la paroisse Saint-François-d'Assise de Lens. Elle répond aux besoins de la diaspora polonaise et de leurs descendants. En 1980, le congrès Polonia fait poser une plaque commémorative en hommage aux douze mille officiers polonais massacrés à Katyn par la Guépéou soviétique en 1940. Dans le jardin faisant face à l'église, une haute stèle en forme de bloc de pierre est érigé en souvenir de la visite de Lech Wałęsa à Lens et inauguré en 1982 par le comité Solidarité du Nord et du Pas-de-Calais en hommage au syndicat Solidarnosc. L'église, dont la communauté paroissiale connaît un dynamisme constant grâce à de nombreux groupes de prière et à ses œuvres sociales, a fêté solennellement son jubilé en janvier 2017, par de nombreuses manifestations religieuses, culturelles et folkloriques. L'édifice est classé à l'inventaire général. Il est inscrit au titre des monuments historiques par l'arrêté du 10 juillet 2015 ; du fait de son époque de construction, il bénéficie également du label « Patrimoine du XXe siècle ».
Les messes y sont célébrées en français et en polonais, aussi bien le dimanche que chaque jour de la semaine. Le presbytère est en face de l'église.

## Description
L'édifice rectangulaire et plat est l'œuvre de l'architecte polonais Andrzej Kulesza et de l'architecte français Jacques Durand. L'église est construite en briques avec armature métallique, les côtés présentent une diagonale en briques et le reste en verrières, formant deux triangles superposés aux pointes opposées. La couverture plate est en tôle d'acier galvanisé. La façade de briques, rectangulaire et aveugle, montre sur la droite une sculpture de la Vierge à l'Enfant et au milieu un porte d'entrée abritée par un léger auvent métallique en diagonale soutenu à gauche par une haute croix discrète et fine. L'édifice est éclairé par des verrières de côté de l'atelier du maître-verrier Blachet. Le revêtement des murs intérieurs et de la couverture est en lames de bois. Sur le mur derrière l'autel se dresse un immense Christ les bras ouverts.